# Liste der denkmalgeschützten Objekte in Aschbach-Markt
Die Liste der denkmalgeschützten Objekte in Aschbach-Markt enthält die 10 denkmalgeschützten, unbeweglichen Objekte der Marktgemeinde Aschbach-Markt im niederösterreichischen Bezirk Amstetten.

## Denkmäler
| Foto |                 | Denkmal                                                                                               | Standort                                    | Beschreibung | Metadaten |
| ---- | --------------- | --- | ------------------------------------------- | --- | --- |
| ja   | Datei hochladen | Pfarrhof HERIS-ID: 31050 Objekt-ID: 27974                                                             | Kirchenplatz 1a Standort KG: Aschbach Markt | 1740 von Laurenz Frühwald nach einem Entwurf von Joseph Munggenast errichtet und im 19./20. Jahrhundert zu einem Vierkanter ausgebaut. | BDA-Hist.: Q37939895 Status: § 2a Stand der BDA-Liste: 2025-06-30 Name: Pfarrhof GstNr.: .55 Pfarrhof Aschbach-Markt                                                                       |
| ja   | Datei hochladen | Wohnhaus, ehem. Mesnerhaus HERIS-ID: 31053 Objekt-ID: 27977                                           | Kirchenplatz 2 Standort KG: Aschbach Markt  | Das Mesnerhaus war von 1616 bis 1826 das erste Schulhaus, später auch Jugendheim und zuletzt Wohnhaus mit Unterkunft des NÖ-Hilfswerks. | BDA-Hist.: Q37939927 Status: § 2a Stand der BDA-Liste: 2025-06-30 Name: Wohnhaus, ehem. Mesnerhaus GstNr.: .60 Ehem. Mesnerhaus Aschbach-Markt                                             |
| BW   | Datei hochladen | Figurenbildstock hl. Johannes Nepomuk HERIS-ID: 31058 Objekt-ID: 27982                                | Rathausplatz Standort KG: Aschbach Markt    | Die Statue, die mit 1758 datiert ist, wurde 1988/99 versetzt und in einem neobarocken Bassin aufgestellt. | BDA-Hist.: Q37939981 Status: § 2a Stand der BDA-Liste: 2025-06-30 Name: Figurenbildstock hl. Johannes Nepomuk GstNr.: 903/12                                                               |
| ja   | Datei hochladen | Rathaus HERIS-ID: 31057 Objekt-ID: 27981                                                              | Rathausplatz 1 Standort KG: Aschbach Markt  | Ein freistehendes Bauwerk, dessen Substanz aus dem Jahr 1769 stammt. Die historistische Fassade mit secessionistischen Elementen wurde Anfang des 20. Jahrhunderts angebracht.                                                                                         | BDA-Hist.: Q37939964 Status: § 2a Stand der BDA-Liste: 2025-06-30 Name: Rathaus GstNr.: .22 Rathaus Aschbach-Markt                                                                         |
| ja   | Datei hochladen | Kath. Pfarrkirche hl. Martin HERIS-ID: 31048 Objekt-ID: 27972                                         | Standort KG: Aschbach Markt                 | Eine spätgotische Staffelkirche mit einem vorgestellten Westturm, der ein neobarockes Glockengeschoß hat. Die neogotische Altäre (Hoch- und Seitenaltar) wurden zur 19./20. Jahrhundertwende von Clemens Raffeiner nach Entwürfen von Johann Maria Reiter angefertigt. | BDA-Hist.: Q37939871 Status: § 2a Stand der BDA-Liste: 2025-06-30 Name: Kath. Pfarrkirche hl. Martin GstNr.: .59 Pfarrkirche Aschbach-Markt                                                |
| ja   | Datei hochladen | Friedhof christlich HERIS-ID: 31052 Objekt-ID: 27976                                                  | Standort KG: Aschbach Markt                 | Auf dem Friedhof befindet sich eine Priestergruftkapelle. Dies ist ein Rechteckbau mit Halbwalmdach aus der Mitte des 19. Jahrhunderts. | BDA-Hist.: Q37939911 Status: § 2a Stand der BDA-Liste: 2025-06-30 Name: Friedhof christlich GstNr.: 418 Friedhof Aschbach-Markt                                                            |
| ja   | Datei hochladen | Oberleitnerkapelle HERIS-ID: 31036 Objekt-ID: 27956                                                   | Erlenweg Standort KG: Krenstetten           | Eine im historistischen Mischstil 1907 erbaute Kapelle mit Satteldach. | BDA-Hist.: Q37939826 Status: § 2a Stand der BDA-Liste: 2025-06-30 Name: Oberleitnerkapelle GstNr.: .109                                                                                    |
| ja   | Datei hochladen | Pfarrhof HERIS-ID: 31033 Objekt-ID: 27953                                                             | Hauptstraße 18 Standort KG: Krenstetten     | Ein zweigeschoßiger Bau mit Walmdach, der 1860 errichtet wurde. | BDA-Hist.: Q37939810 Status: § 2a Stand der BDA-Liste: 2025-06-30 Name: Pfarrhof GstNr.: .46/2 Pfarrhof Krenstetten                                                                        |
| ja   | Datei hochladen | Karner HERIS-ID: 31032 Objekt-ID: 27952                                                               | Marienplatz 2 Standort KG: Krenstetten      | Der kleine kubische Bau unter einem Satteldach stammt aus der 1. Hälfte des 19. Jahrhunderts und steht im ummauerten Friedhof. Der originale Karner wurde angeblich Ende der 1980er Jahre abgetragen und durch einen Neubau ersetzt.                                   | BDA-Hist.: Q37939795 Status: § 2a Stand der BDA-Liste: 2025-06-30 Name: Karner GstNr.: .52 Karner Krenstetten                                                                              |
| ja   | Datei hochladen | Kath. Pfarrkirche / Wallfahrtskirche Mariae Himmelfahrt und Friedhof HERIS-ID: 31031 Objekt-ID: 27951 | Standort KG: Krenstetten                    | Eine spätgotische Staffelkirche mit einem vorgestellten Westturm. Die drei Altäre sind neugotisch. Die frühbarocke Kanzel stammt aus der Seitenstettner Stiftskirche.                                                                                                  | BDA-Hist.: Q37939782 Status: § 2a Stand der BDA-Liste: 2025-06-30 Name: Kath. Pfarrkirche / Wallfahrtskirche Mariae Himmelfahrt und Friedhof GstNr.: .54, 664 Wallfahrtskirche Krenstetten |